# Prisión de Al Jafr
La Prisión de Al Jafr (en árabe: سجن الجفر) era, hasta su cierre en 2006, una de las cárceles más notorias en el sistema penal de Jordania. Fue construida en el año 1953, 256 km al sur de Amán, capital de Jordania. A mediados del siglo XX albergó a los miembros de partidos políticos de izquierda. Fueron encarcelados en Al Jafr tras ser declarados culpables de la planificación o la participación en diversos golpes de estado contra el gobierno. Al Jafr posteriormente albergó presos comunes, pero seguía siendo un símbolo de las décadas turbulentas de 1950 y 1960. En 2006, el Centro Nacional de Derechos Humanos (CNDH) investigó las condiciones carcelarias e los diez centros correccionales de Jordania, y encontró que las condiciones en Al Jafr eran terribles en cuanto al nivel de atención y servicios prestados a los internos.